# Mario Sorrenti
Mario Sorrenti (Napoli, 24 novembre 1971) è un fotografo italiano naturalizzato statunitense di moda.
Le sue foto sono apparse su Vogue e Harper's Bazaar oltre che su Vanity Fair e W

## Biografia
Nel 1982, all'età di 10 anni, si trasferì con la famiglia a New York, dove lavora e risiede tuttora. Ha esposto le sue opere presso le gallerie fotografiche di Londra, Parigi, Monaco e New York. Ha lavorato per Calvin Klein, immortalando Kate Moss, della quale è stato il primo fidanzato, nella controversa campagna pubblicitaria del profumo Obsession, oltre che per Roberto Cavalli, Lancôme, Max Mara, Saint Laurent, Emporio Armani, Estée Lauder, Paco Rabanne, Emilio Pucci, Tom Ford, Kenzo, Tiffany e Benetton. Ha scattato inoltre le fotografie per l'album di Shakira Fijación oral vol. 1 e di Maxwell Embrya. Nel 2012 è stato il fotografo del celebre Calendario Pirelli. Sua madre è Francesca Sorrenti, anch'essa fotografa, come l'altro figlio di lei, Davide Sorrenti, anch'esso operante nel campo della moda, morto il 4 febbraio 1997 all'età di 20 anni.